# Pedro Porro
Pedro Antonio Porro Sauceda (ur. 13 września 1999 w Don Benito) – hiszpański piłkarz występujący na pozycji obrońcy w angielskim klubie Tottenham Hotspur